# 茉莉 (歌手)
薩拉·利沃芙娜·肖爾（婚前姓馬納希莫娃；1977年10月12日—），藝名茉莉（俄语：Жасмин）出，俄羅斯著名的女歌手、演員與電視節目主持人。

## 備注
1. ↑  俄語羅馬化：Sara Lvovna Shor
2. ↑  俄语：，羅馬化：Manakhimova